# داروين أبيل فيني
داروين أبيل فيني (بالإنجليزية: Darwin Abel Finney)‏ هو محامي وسياسي أمريكي، ولد في 11 أغسطس 1814 في شروزبوري في الولايات المتحدة، وتوفي في 25 أغسطس 1868 في إقليم بروكسل العاصمة في بلجيكا. حزبياً، نشط في الحزب الجمهوري. وقد انتخب عضو مجلس ولاية بنسيلفانيا وانتخب عضو مجلس النواب الأمريكي.